# Bridgette Gordon
Bridgette Cyrene Gordon (DeLand, 27 aprile 1967) è un'ex cestista e allenatrice di pallacanestro statunitense, professionista nella WNBA.

## Carriera
Con gli Stati Uniti ha disputato i Giochi olimpici di Seul 1988.

## Palmarès
- 2 volte campionessa NCAA (1987, 1989)
- NCAA Basketball Tournament Most Outstanding Player (1989)
- Campione d'Italia 1991 (Pool Comense)